# Irlanda al Junior Eurovision Song Contest
L'Irlanda ha debuttato al Junior Eurovision Song Contest 2015, che è stato ospitato a Sofia, in Bulgaria. La rete televisiva in lingua irlandese TG4 si occupa della selezione del partecipante e della trasmissione in Irlanda.
In passato TG4 aveva provato a partecipare già all'edizione 2014, ma la Broadcasting Authority of Ireland aveva negato i fondi per la partecipazione al concorso.
Si è ritirata nel 2020 a causa delle restrizioni in vigore sui viaggi da e per l'Irlanda dovute alla pandemia di COVID-19, per ritornare nel 2021.

## Partecipazioni
- Primo posto
- Secondo posto
- Terzo posto
- Ultimo posto

| Anno                            | Artista                            | Canzone          | Lingua                       | Posizione | Posizione |
| Anno                            | Artista                            | Canzone          | Lingua                       | Finale    | Punti     |
| ------------------------------- | ---------------------------------- | ---------------- | ---------------------------- | --------- | --------- |
| 2015                            | Aimee Banks                        | Réalta na mara   | Irlandese, latino            | 12º       | 36        |
| 2016                            | Zena Donnelly                      | Bríce ar bhríce  | Irlandese, inglese           | 10º       | 122       |
| 2017                            | Muireann McDonnell                 | Súile glasa      | Irlandese                    | 15º       | 54        |
| 2018                            | Taylor Hynes                       | IOU              | Irlandese                    | 15º       | 48        |
| 2019                            | Anna Kearney                       | Banshee          | Irlandese                    | 12º       | 73        |
| Nessuna partecipazione nel 2020 |                                    |                  |                              |           |           |
| 2021                            | Maiú Levi Lawlor                   | Saor (Disappear) | Irlandese, inglese, francese | 18º       | 44        |
| 2022                            | Sophie Lennon                      | Solas            | Irlandese                    | 4º        | 150       |
| 2023                            | Jessica McKean feat. Sophie Lennon | Aisling          | Irlandese                    | 16º       | 42        |
| 2024                            | Enya Cox Dempsey                   | Le chéile        | Irlandese                    | 15º       | 55        |
| 2025                            |                                    |                  |                              |           |           |

## Storia delle votazioni
Al 2019, le votazioni dell'Irlanda sono state le seguenti: 
Punti dati
| Posizione | Stato       | Punti |
| --------- | ----------- | ----- |
| 1         | Italia      | 42    |
| 2         | Georgia     | 41    |
| 3         | Australia   | 35    |
| 4         | Bielorussia | 25    |
| 5         | Malta       | 24    |

Punti ricevuti
| Posizione | Stato     | Punti |
| --------- | --------- | ----- |
| 1         | Malta     | 28    |
| 2         | Italia    | 25    |
| 3         | Ucraina   | 21    |
| 4         | Australia | 19    |
| 5         | Polonia   | 15    |